# Андреевский район (Оренбургская область)
Андреевский район — административно-территориальная единица в составе Средневолжской области, Средневолжского края, Оренбургской и Чкаловской областей, существовавшая в 1928—1959 годах. Административный центр — село Андреевка.
Андреевский район был образован в 1928 году в составе Бузулукского округа Средневолжской области (с 1929 — края) на части территории бывшего Бузулукского уезда Самарской губернии. В январе 1929 года Андреевский район был передан в Самарский округ. В 1930 году после ликвидации округов район перешёл в прямое подчинение Средневолжского края.
7 декабря 1934 года район вошёл в состав новообразованной Оренбургской (в 1938—1957 — Чкаловской) области.
По данным 1945 года включал 13 сельсоветов: Андреево-Грачевский, Андреево-Сергеевский, Андреевский, Васильевский, Гаршенский, Долговский, Егорьевский, Ефимовский, Костинский, Крестовский, Лаврентьевский, Михайловский и Покровский.
3 апреля 1959 года Андреевский район был упразднён, а его территория передана в Курманаевский район.